# Silvia Horn
Marta Silvia Horn Lemp (Galvarino, Departamento de Lautaro, Provincia de Cautín, 6 de febrero de 1942 - Temuco, 22 de enero de 2024), es una profesora y política chilena. Fue alcaldesa de Galvarino, Provincia de Cautín, Región de La Araucanía, entre 1981 y 1992. Designada por la dictadura de Augusto Pinochet, luego del régimen militar fue alcaldesa hasta el 26 de septiembre de 1992.
Trabajó posteriormente en la municipalidad de Temuco, ciudad en la que residió desde que dejó el cargo en la Ilustre Municipalidad de Galvarino.
| Predecesor: Miguel Manríquez Saver | Alcaldesa de la comuna de Galvarino Desde 1981, hasta 1992 | Sucesor: Eduardo Quilodrán Sepúlveda |